# Edward Chaytor
Edward Chaytor, né le 21 juin 1868 à Motueka (Nouvelle-Zélande), mort le 15 juin 1939 à Londres, est un militaire néo-zélandais qui s'est distingué dans la seconde guerre des Boers puis pendant la Première Guerre mondiale.

## Biographie
Edward Walter Clervaux Chaytor, né en 1868, est le fils de John Clervaux Chaytor et l'arrière-petit-fils du baronnet William Chaytor (en) (1771-1847), industriel britannique et député whig à la Chambre des communes. De 1880 à 1884, il étudie au collège de Nelson avant de devenir éleveur de moutons à Spring Creek près de Blenheim dans l'île du Sud.
Pendant la guerre des Boers (1899-1902), il sert comme capitaine dans le 3e contingent néo-zélandais puis comme lieutenant-colonel dans le 8e contingent. Il reste dans l'armée néo-zélandaise après la guerre.

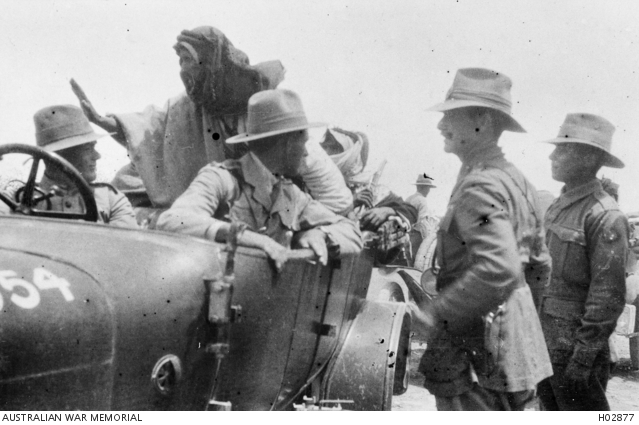
Le major-général Chaytor (debout au premier plan) avec des délégués de l'armée du royaume du Hedjaz à Jéricho le 15 avril 1918.

Pendant la Première Guerre mondiale, il fait partie du contingent néo-zélandais de la Force expéditionnaire égyptienne dans la bataille des Dardanelles puis dans la campagne du Sinaï et de la Palestine. À la fin de 1915, il est nommé chef de la brigade montée néo-zélandaise. En 1916, à la veille de la bataille de Romani, il va personnellement reconnaître les lignes ottomanes en aéroplane. En 1917, il est nommé major général et chef de la division montée de l'ANZAC. Pendant la bataille de Rafa (janvier 1917), il désobéit à l'ordre de retraite donné par le général Philip Chetwode et s'empare de la principale position ennemie. En février 1918, il prend part à la bataille de Jéricho.
En septembre 1918, il commande une unité  de l'Empire britannique désignée comme « Chaytor Force » destinée à faire diversion dans la vallée du Jourdain tandis que l'offensive principale disloque les armées ottomanes à Megiddo. Il a sous ses ordres la division montée de l'ANZAC, deux bataillons d'infanterie de l'armée de l'Inde, les 38e et 39e bataillons de la Légion juive complétés par des recrues des Indes occidentales britanniques, plus quatre batteries d'artillerie. La prise d'Amman permet à cette force de faire plusieurs milliers de prisonniers. La 4e armée ottomane de Mehmed Djemal Pacha doit battre en retraite vers le nord.
En 1919, Chaytor est nommé commandant en chef de la Force de défense néo-zélandaise. L'année suivante, il reçoit du prince de Galles, futur Édouard VIII, la médaille de chevalier commandeur de l'ordre royal de Victoria. Il prend sa retraite en 1924. Il est remplacé par le major-général Charles Melvill (en) qui meurt subitement quelques mois plus tard.

## Vie privée
Edward Chaytor avait épousé le 17 juin 1898 Louisa Jane Collins ; ils ont trois enfants dont Edward John Clervaux Chaytor (1903–1976), plus tard brigadier d'artillerie, et Katherine qui épouse Robert Gooch (1903-1978), colonel dans l'armée territoriale britannique pendant la Seconde Guerre mondiale. Après avoir quitté le service, Edward Chaytor se retire à Londres où il meurt le 15 juin 1939.
L'historien militaire britannique Cyril Falls (en) décrit le général Chaytor comme « un homme calme et équilibré, court et robuste, efficace et énergique, aimant l'Angleterre et possédant une solide fortune personnelle ».